# Medalles d'Honor (Japó)
Des de finals del segle xix, el Govern del Japó va fixar sis tipus diferents de Medalles d'Honor (褒章 hosho), per les fites individuals en diferents camps.
Van ser establertes el 7 de desembre de 1881 per l'Emperador Meiji, i van començar a atorgar-se a l'any següent. Des de llavors, s'han realitzat diverses modificacions. El disseny de la medalla, no obstant això, és el mateix per tots sis tipus, amb la inscripció褒章 (Medalla d'Honor) en un disc central daurat, envoltat per un anell platejat de fulles de cirerer a l'anvers; i només difereix el color del galó.
Les Medalles d'Honor són atorgades dues vegades l'any, el 29 d'abril (l'aniversari l'Emperador Showa) i el 3 de novembre (l'aniversari de l'Emperador Meiji). En cada ocasió se n'atorguen unes 800.

## Tipus

### Galó Blau
Atorgada per primer cop el 1882. Atorgada a tots aquells que hagin fet fites significatives en el terreny del benestar o servei públic.

### Galó Verd
Van començar a atorgar-se el 1882, un any després de la seva creació. Originalment va ser creada pels "nens, esposes i servents pels remarcables actes de pietat"; així com per aquells que, mitjançant la seva diligència i perseverança al fer les seves activitats professionals hagin esdevingut models públics. Però els canvis socials i de valors posteriors a la II Guerra Mundial va gairebé suspendre aquesta medalla després del 1950; i des de 1955 va ser substituïda per una extensió de la Medalla amb Galó Groc. Però el 2003 va ser revifada com a condecoració per a aquells individus moralment remarcables que hagin pres part en el servei actiu a la societat.

### Galó Vermell
Atorgat per primera vegada el 1882. Atorgada a tots aquells que arrisquin la seva vida per salvar la d'un altre. El receptor més jove tenia 15 anys, i la va rebre el 2005 per salvar vides d'un vehicle de motor submergit.

### Galó Groc
Atorgada per primer cop el 1887, després abolida i revifada el 1955. Atorgada a tots aquells que mitjançant la seva diligència i perseverança al fer les seves activitats professionals hagin esdevingut models públics.

### Galó Blau Fosc
Atorgada per primer cop el 1919. Atorgada a tots aquells que hagin fet contribucions financeres excepcionalment generoses pel benestar públic.

### Galó Morat
Atorgada per primer cop el 1955. Atorgada a tots aquells que hagin contribuït al desenvolupament acadèmic o artístic. També és atorgada als medallistes dels Jocs Olímpics.